# Silvia Colasanti
Silvia Colasanti (Roma, 1975) è una compositrice italiana.

## Biografia
Studia composizione al Conservatorio "Santa Cecilia" di Roma con Luciano Pelosi e Gian Paolo Chiti, perfezionandosi in seguito all'Accademia Musicale Chigiana e all'Accademia Nazionale di Santa Cecilia con Fabio Vacchi, Wolfgang Rihm, Pascal Dusapin e Azio Corghi. Nel 2006 ottiene la borsa di studio intitolata alla memoria di Goffredo Petrassi, assegnata dalla Presidenza della Repubblica al migliore diplomata in composizione dell'Accademia Nazionale di Santa Cecilia.
Le sono stati dedicati due CD monografici dalle etichette Dynamic e Naxos Records e le sue opere sono pubblicate in esclusiva da Casa Ricordi.
È titolare dal 2022 della cattedra di Composizione presso il Conservatorio "Santa Cecilia" di Roma. Precedentemente, ha insegnato al Conservatorio "Nicola Sala" di Benevento.
Per il triennio 2025-2027 è Direttrice Artistica del Festival della Valle d’Itria di Martina Franca e dell’Accademia del Belcanto “Rodolfo Celletti”.

## Produzione musicale
Considerata la compositrice donna italiana vivente più affermata sulla scena internazionale, Colasanti è autrice di una vasta produzione in cui spiccano lavori di notevole importanza e impatto mediatico, anche grazie a commissioni di istituzioni storiche quali Maggio Musicale Fiorentino, Festival dei Due Mondi, Accademia Nazionale di Santa Cecilia, la Fondazione Eduard Van Beinum, Biennale di Venezia, Sagra Musicale Umbra, Accademia Musicale Chigiana, CIDIM, Accademia Filarmonica Romana, Festspiele Europäische Wochen Passau, Orchestra Haydn di Bolzano e Trento, Orchestra della Toscana e Orchestra Sinfonica Giuseppe Verdi di Milano.
Caso non abituale nell'ambito della musica contemporanea, le sue opere vengono riprese regolarmente per numerose esecuzioni.

## Opere selezionate

### Opera e teatro musicale
- Amor non conosciuto, su testo di Enzo Siciliano (melologo – prima rappresentazione per la Sagra Musicale Umbra a Foligno, 20 settembre 2006)
- Il sole, di chi è?, su testo di Roberto Piumini (prima rappresentazione al Teatro Ponchielli di Cremona, 5 marzo 2009)
- Orfeo. Flebile queritur lyra, su testo di Ovidio (melologo – prima rappresentazione per l'Istituzione Universitaria dei Concerti di Roma, 10 novembre 2009)
- Faust, su testo di Fernando Pessoa (prima rappresentazione al Teatro dei Roazzi di Siena, stagione dell'Accademia Chigiana, 11 luglio 2011)
- La Metamorfosi, libretto di Pier’Alli (prima rappresentazione al Teatro Goldoni di Firenze, stagione del Maggio Musicale Fiorentino, 22 maggio 2012)
- Minotauro, libretto di René de Ceccatty e Giorgio Ferrara (prima rappresentazione al Festival dei Due Mondi al Teatro Nuovo Gian Carlo Menotti di Spoleto, 29 giugno 2018)
- Proserpine, libretto di René de Ceccatty e Giorgio Ferrara (prima rappresentazione al Festival dei Due Mondi al Teatro Nuovo Gian Carlo Menotti di Spoleto, 28 giugno 2019)

### Musica sinfonica
- Il canto di Atropo. Ricordo di un Maestro per violino e orchestra (2008)
- Concerto per violoncello e orchestra (2012)
- Capriccio a due (2013)
- Preludio, Presto e Lamento (2014)
- Frammenti di lettere amorose (2015)
- Requiem. Stringeranno nei pugni una cometa (2017, prima rappresentazione al Festival dei Due Mondi) per soli, coro e orchestra

### Musica da camera
- Tuli tuhmaksi rupesi. Fuoco folle di furore (2013) per pianoforte e quartetto d'archi
- Tre risvegli (2016)

## Discografia
- 2011 – In-Canto - Gyorgy Rath, Orchestra Haydn/Massimo Quarta, Damian Iorio, Orchestra Sinfonica Giuseppe Verdi/Quartetto di Cremona (Dynamic)
- 2018 – Requiem "Stringeranno nei pugni una cometa" - Maxime Pascal, Orchestra Haydn/Luigi Azzolini, Ensemble Vocale Continuum/Mariangela Gualtieri (Naxos)